# Sierra de San Miguel
Sierra de San Miguel är en ort i Mexiko.   Den ligger i kommunen Álamo Temapache och delstaten Veracruz, i den sydöstra delen av landet, 230 km nordost om huvudstaden Mexico City. Sierra de San Miguel ligger 40 meter över havet och antalet invånare är 145.
Terrängen runt Sierra de San Miguel är huvudsakligen platt, men den allra närmaste omgivningen är kuperad. Runt Sierra de San Miguel är det ganska tätbefolkat, med 120 invånare per kvadratkilometer. Närmaste större samhälle är Tuxpan de Rodríguez Cano, 15,6 km nordost om Sierra de San Miguel. Trakten runt Sierra de San Miguel består till största delen av jordbruksmark.